# (500655) 2012 VL18
(500655) 2012 VL18 es un asteroide perteneciente al cinturón de asteroides, región del sistema solar que se encuentra entre las órbitas de Marte y Júpiter, descubierto el 15 de septiembre de 2006 por el equipo del Spacewatch desde el Observatorio Nacional de Kitt Peak, Arizona, Estados Unidos.

## Designación y nombre
Designado provisionalmente como 2012 VL18. 

## Características orbitales
2012 VL18 está situado a una distancia media del Sol de 3,082 ua, pudiendo alejarse hasta 3,533 ua y acercarse hasta 2,631 ua. Su excentricidad es 0,146 y la inclinación orbital 4,954 grados. Emplea 1976,29 días en completar una órbita alrededor del Sol.

## Características físicas
La magnitud absoluta de 2012 VL18 es 16,6. 